# Německý evangelický kostel v Paříži
Německý evangelický kostel v Paříži (německy Deutsche evangelische Christuskirche, francouzsky Église évangélique allemande de Paris) je protestantský farní kostel v Paříži v 9. obvodu v ulici Rue Blanche. Byl postaven v letech 1893–1894.

## Historie
Počátky německé evangelické obce v Paříži jsou spojeny s působením švédského velvyslanectví. Pod jeho ochranou a s povolením krále Ludvíka XIII. Jonas Hambraeus založil v roce 1626 luteránskou farnost pro protestantské diplomaty, šlechtu, obchodníky a studenty ze Švédska a německých zemí. Druhou protestantskou obcí, kde se od 18. století střetávali němečtí protestanti, bylo dánské velvyslanectví.
Za vlády Napoleona I. sice švédská farnost zanikla, ale od roku 1802 byla zaručena náboženská svoboda a luteránství bylo uznáno jako státní církev. Francouzští luteráni, převážně původem z Alsaska získali bývalý klášterní kostel Billettes ve čtvrti Marais, který využívají dodnes. V 19. století probíhalo pozvolné oddělování německé části od této francouzské luteránské církve, které zesílilo po prusko-francouzské válce v letech 1870/71. V letech 1893–1894 si němečtí protestanti vystavěli vlastní kostel bez francouzské účasti, nicméně formálně zůstávali součástí francouzské církve. V roce 1905 došlo k oddělení církve od státu a německá luteránská církev se vydělila jako čistě německá církev.
Vypuknutí první světové války v roce 1914 znamenalo konec církevní obce. Byla rozpuštěna a její majetek zkonfiskován. Většina členů uprchla do Německa. Teprve v roce 1927 se ji podařilo znovu obnovit.
Stejný osud potkal obec po skončení druhé světové války, kdy byly zrušeny a zkonfiskovány všechny německé spolky a organizace. V církevním domě v ulici Rue Blanche sídlily tři instituce: francouzská evangelická podpora pro uprchlíky CIMADE, švédská izraelská mise a francouzská duchovní péče o evangelické cizince, takže budova nebyla zabavena. Teprve 1. září 1954 byla německá obec oficiálně obnovena. Se zlepšením německo-francouzských vztahů se církev rozvíjela a stala se členem Svazu evangelických církví ve Francii (Fédération protestante de France). V roce 1984 se obec stala opět majitelkou církevní budovy.